# Watermolen van Testelt
De watermolen van Testelt in de Vlaams-Brabantse gemeente Scherpenheuvel-Zichem, ook wel Abdijmolen genoemd, is een gerestaureerde korenwatermolen van het onderslagtype op de Demer. De molen is sinds 1981 erkend als beschermd monument.

## Geschiedenis
De watermolen in Testelt was naar alle waarschijnlijkheid reeds voor 1150 op deze plaats aan de Demer aanwezig en is daarmee een van de oudste molens in de regio. De molenrechten werden samen met de grond waarop de molen stond, in 1151 door Zeger, de heer van Testelt, aan de abdij van Averbode, gesticht in 1134, afgestaan. Die oudste molen, een graanmolen, stond op de linkeroever, aan de kant van Messelbroek. Op de andere oever werd in 1264 een oliemolen gebouwd.
Een plan om de molen te verkopen aan Willem van Croy, margraaf van Aarschot (1520), ging niet door. Het molencomplex werd in de 16de eeuw uitgebreid zodat het de Demer overspande. Op het einde van de 16de eeuw werd de molen onderdeel van een militaire versterking. In 1598 werd deze door Spaanse troepen in brand gestoken. Tien jaar later, in 1608, werd de molen heropgebouwd. 
De abdij verpachtte de molen. In het contract van 1771 bedroeg het huurgeld 600 gulden voor een periode van vier jaar. De molenaar diende jaarlijkse 50 mud koren van goede kwaliteit te leveren, verdeeld over driemaandelijkse leveringen. Voor het gebruik van de slagmolen bedroeg de huur twee amen raapsmout, 100 raapkoeken en zes porties palingen. Tarwe, rogge, boekweit en haver van de abdij werden gratis gemalen. Wanneer de molen langer dan drie maanden stillag, kreeg de molenaar een vergoeding. Er mocht niet gemalen worden op zon- en feestdagen. Jonge meisjes of mannen mochten niet in de molen vergaderen!  
De molenaar moest als pachter van het molenbedrijf ook zorg dragen voor de bedrijfsgebouwen. Daartoe zou de abt hem het nodige hout en ijzer, evenals de vereiste stenen bezorgen.
Tevens had de molenaar de verplichting de molensluis te onderhouden en op vastgelegde tijdstippen de sluis te trekken zodat de scheepvaart niet gehinderd werd en de omliggende gronden niet op ongepaste tijden overstroomden.
De molenaar diende te voldoen aan enkele bijzondere verplichtingen aan de kerk van Testelt. Zo dienden jaarlijks geleverd te worden: twee mud rogge, zes halster tarwe, een tregelvat lijnzaadolie voor de lamp in de kerk, een aam raapsmout, honderd raapbroden en 25 palingen. Daarenboven had de abt steeds het recht om als eerste zijn graan te laten malen. 
In het begin 19de eeuw werd de molen eigendom van de familie Theyskens uit Testelt. In 1910 werd de slagmolen op de linkeroever afgebroken om de Villa ter Wolf te bouwen. De korenmolen werd in 1928 verkocht aan molenaar Victor van Aelst.

## Verval en restauratie
In 1952 kocht de Belgische staat de molen en er werden in de jaren 1960 restauratiewerken uitgevoerd. In de volgende decennia verkommerde de molen. In de jaren 1990 werd Hervé Segers uit Duffel eigenaar van de bouwval. Hij pakte de restauratie grondig aan. Er werd een nieuw waterwiel geïnstalleerd en een gleuf naar de Demer gegraven. Het molenhuis fungeerde lange tijd als feestzaal.
In de jaren 1960 werd door de Belgische staat bij waterbeheersingswerken de stuw op de Demer afgebroken. Hierdoor verlaagde het peil van de Demer ter hoogte van de zogenaamde molenarm waardoor deze zelfs droog kwam te staan en de stabiliteit van het molengebouw bedreigd werd. In 2019 liet Hervé Segers een betonplaat gieten, maar deze actie werd stilgelegd door het agentschap Onroerend Erfgoed. In 2021 besliste het schepencollege van de stad Scherpenheuvel-Zichem deze aanpassingen ongedaan te maken en het gaf de vergunning om de noodzakelijke herstelwerken te laten gebeuren. 

## Architectuur
Van de molen rest nog het langsgebouw op de rechteroever. De onderbouw, zichtbaar in de voor- en zijgevel, bestaat voornamelijk uit lokale ijzerzandsteen. Boven de korfboogdeur van witte zandsteen werd een gevelsteen met het wapen van abt Servaes Vaes aangebracht waarop de leus ‘ne quid nimis’ (‘van niets te veel’) en het jaartal 1678 staan. De zuidelijke gevel aan de molensluis is gebouwd in een eenvoudige traditionele stijl uit bak- en zandsteen met sporen van speklagen. In de top van de noordelijke gevel staat met donkere baksteen en tussen metseltekens de datum van de heropbouw van 1608 aangegeven. 

## Bescherming en cultureel erfgoed
Sinds 23 oktober 1981 is de watermolen beschermd als monument en sinds 14 september 2009 vastgesteld als bouwkundig erfgoed. De watermolen is eveneens sinds 23 oktober 1981 deel van het beschermde dorpsgezicht ‘Dorpskern Testelt’.

## Beeldmateriaal

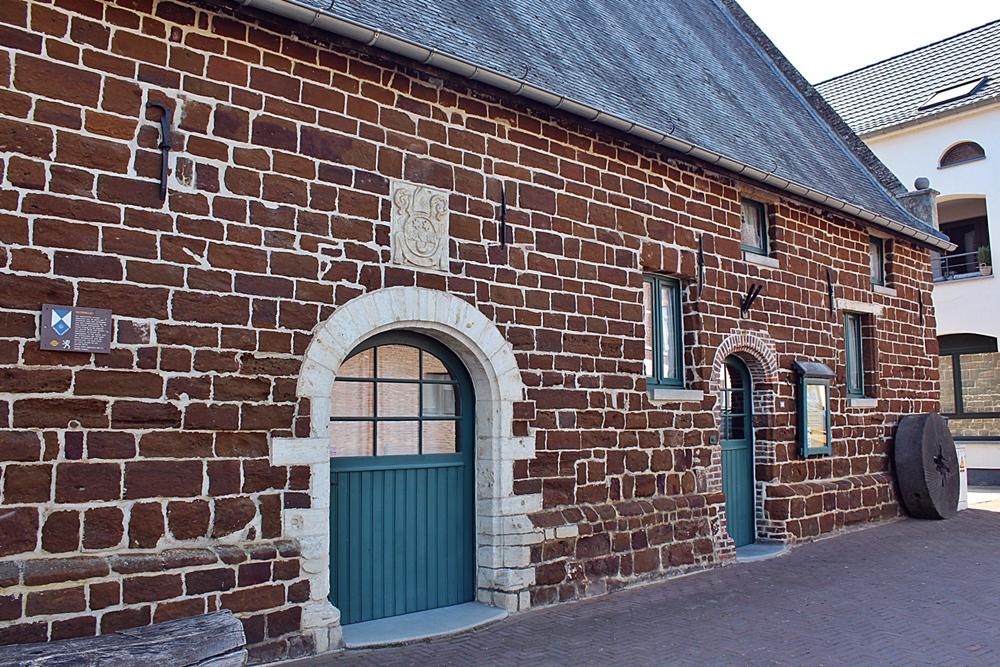
Molenhuis met korfboogdeur waarboven abtswapen.
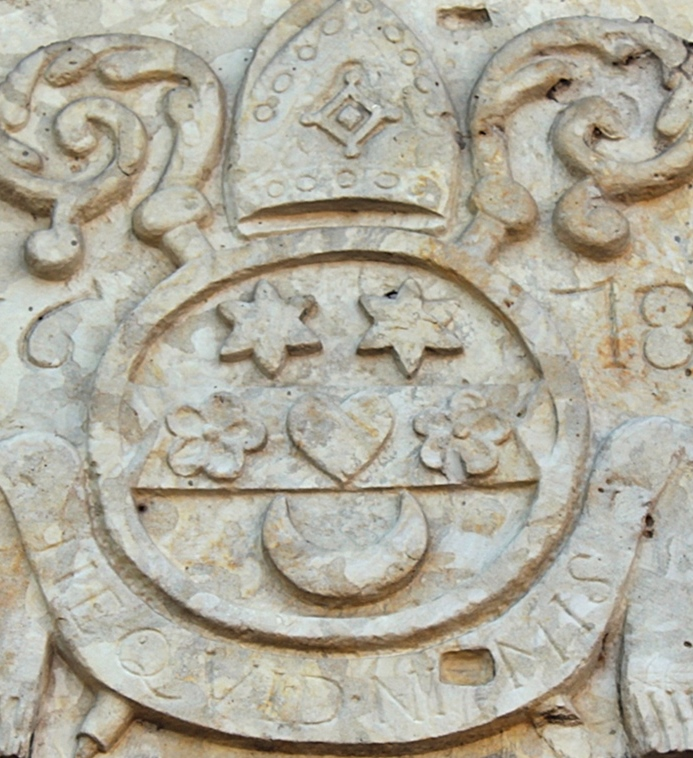
Abtswapen van Sevaes Vaes.
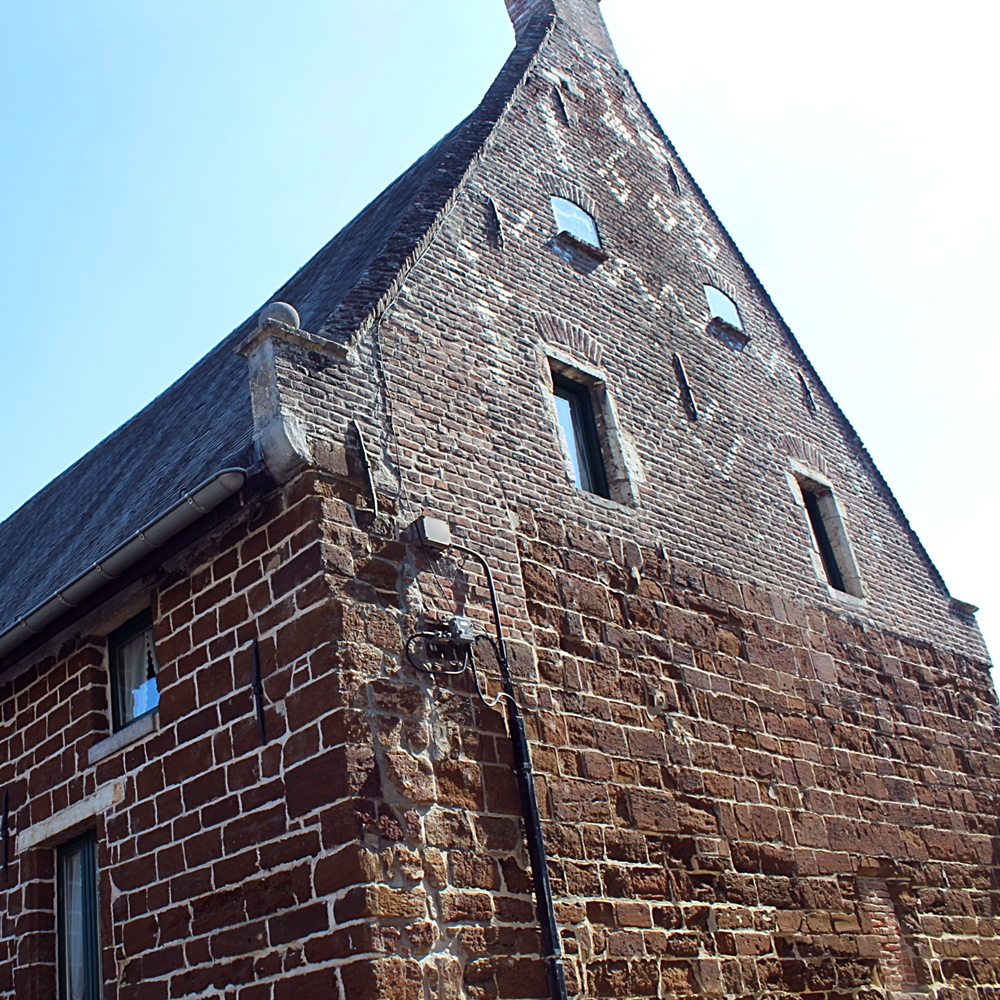
Noordelijke gevel met jaartal 1608 en metseltekens.
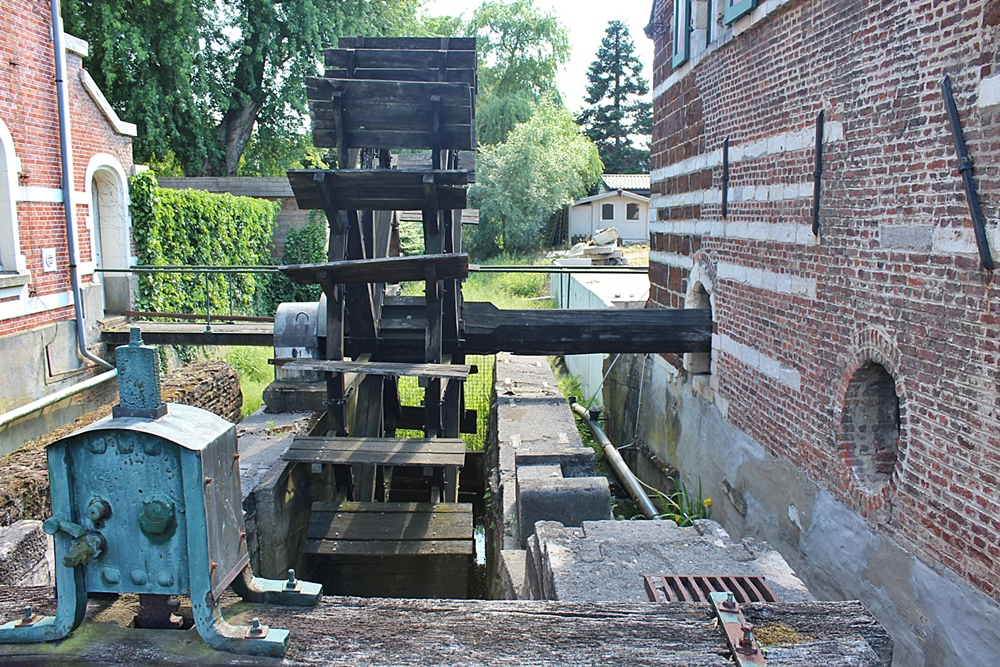
Zuidelijke gevel met waterrad en molensluis.
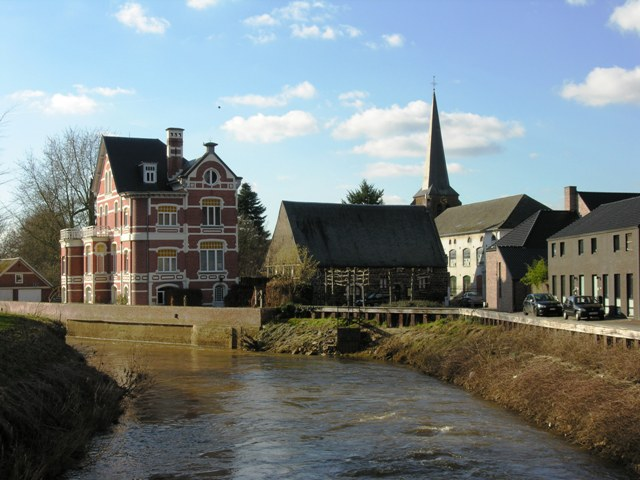
Zicht op de molen (centraal) vanop de Demerbrug. Links de Villa ter Wolf waar ooit de slagmolen was. In het midden de ingang van de afgeleide Demerarm naar de molenstuw.